# Јанко Вујиновић
Јанко Вујиновић (Брадић, 7. април 1945 — Београд, 16. децембар 2020) био је српски књижевник.

## Биографија
Рођен је 7. априла 1945, на Благовести, у Брадићу код Лознице.
Школовао се у родном селу, Јадранској Лешници и Лозници. Студије српског (српскохрватског) језика и књижевности започео у Сарајеву, а наставио у Београду где је и дипломирао на Филолошком факултету Универзитета у Београду.
Од 1976 до 1994. био је уредник и оперативни уредник листа Књижевне новине до политичке смене редакције (1984), а после једногодишње паузе „премештен“ је у издавачку делатност овог предузећа где је уредио или приредио више од сто наслова.
Живео је у „егзилу“ од 1995. до 1999. године у Немачкој, у Нојсу код Диселдорфа, издржавајући се новинарским, књижевним и предавачким радом. И наредну деценију (октобар 2000. - октобар 2010) провео је у иностранству, у Пољској, где је радио као лектор и виши предавач на Катедри за јужну славистику Лођког Универзитета за српски језик, књижевност, историју и културу.
Писао је за новине, радио и телевизију.
Био је члан Савета за српски језик Радио-Телевизије Србије (1984—1986), члан Програмског савета Вуковог сабора при КПЗ Србије (1983—1985), члан Председништва Удружења књижевника Србије(1984-1986), Новог друштва за литературу у Берлину (1995—2000).
Био је члан Удружења књижевника Србије, НУНС-а, дортмундске Фондације „Петар Кочић“, као и Редакције „Тигел културе“ у Лођу.
Преминуо је 16. децембра 2020. године у Београду.

## Дела
Објавио је више књига (прва издања): 
- Мукла распуклина, збирка песама, Багдала, Крушевац, 1973.
- Књига о радовању, приповетке, Слово љубве, Београд, 1979.
- Вучји накот, роман, Просвета, Београд, 1986.
- Косово је грдно судилиште, документарна проза, Просвета, Књижевне новине, Београд, Јединство, Приштина 1989.
- Пешке по Србији, приче, Стилос, Драганић, Београд, 1993.
- Паника у интерситију, роман, Дерета, Београд, 2000.
- Књига о храсту, роман, Филип Вишњић, Београд, 2014.

Приредио је више зборника поезије и прозе српске заграничне књижевности: 
- Идеш ли, роде, Дортмунд, 1998,
- Расејано а сабрано слово, Дортмунд, 2003,
- Певање народа расељеног Дортмунд, 2006,
- Срби на земљи (коприређивач са М. Пантићем и Б. Жјелињским), Łodż, 2003.

Написао је више драмских текстова:
- И ништа се, осим живота, није чуло, Драмски програм Радио Београда, премијера 21.8.1980,
- Пошла старица на вукове, Драмски програм Радио Београда, премијера 29.10.1982,
- Вук, или повест о народном живљењу, награђено драмско-сценско дело, премијера 20. 9. 1981. на завршној свечаности Вуковог сабора.

О Вујиновићевим књигама објављено је неколико студија, десетак есеја и преко две стотине критика, рецензија, приказа, уз један магистарски рад.
Књиге су му превођене на пољски, румунски и македонски језик, а песме, приче и одломци из романа превођени су и објављивани у новинама, часописима, прегледима или антологијама на енглеском, руском, немачком, пољском, румунском, мађарском и македонском језику.

## Реч стручне критике
Матија Бећковић: "Вујиновићева књига названа Књига о храсту, могла се звати и Књига о Христу и Књига о Церу и Свезнањем о Мачви, Поцерини, Јадру и Подрињу... Као што сврака уочи све што је светло и носи у своје гнездо – тако је и Вујиновић сабрао у своју књигу све саме лепоте. Сабравши их на једном месту он је плео и исплео несвенљиви венац своме завичају, узимајући храст као симбол који је све надживео, све транспоновао, и све пребацио на, и – како би се сад то рекло – ресетовао на ону страну... Она се може читати одакле било – где год отворите, наћи ћете, као у некој малој ризници, нешто што вас се тиче. Кад је прелиставате као да пролазите кроз неко градилиште на којем је скупљено толико ретког, драгоценог материјала, праве јапије, да сами почнете да размишљате шта ли је онај који је ту грађу скупио наумио да од таквих скупоцених детаља гради."
Марко Недић: "Књига о храсту, дакле, веома је садржајна и инспиративна књижевна целина, која мотивише читаоца на препознавање многих егзистенцијалних, културних, духовних и животних вредности које се у њој налазе или се наговештавају."
Милан Лукић: А преко историјских и псеудоисторијских расправа о пореклу и имену народа и алегоријских прича о настанку света, преко словенско-српске и паганско-хришћанске митологије говори се и о колективном архетипском, које се учитава како у поменутим спекулацијама и свакодневом делању, тако и у наносима поетског, сновидом и сомнабулном. Реч је о трагању за сопством, које је истовремено и суштаство читавог национа, а дуб/храст је везивно ткиво, основна кохезиона сила која повремено бива угрожена, али се указује стаменијом од ефемерности силних и недостојних, непојмљиве суровости и ужаса те страшне солдатеске, чудовишних стахота и грозота људи-нељуди, злобе, сујете, зависти, пакости, мржње, бруталности... Има Храста. Смрти нема!"